# Typhlodromus paraevectus
Typhlodromus paraevectus är en spindeldjursart som beskrevs av Moraes och D. McMurtry 1983. Typhlodromus paraevectus ingår i släktet Typhlodromus och familjen Phytoseiidae. Inga underarter finns listade i Catalogue of Life.